# Квадрирема
Квадрире́ма (лат. quadriremis, от quatuor, quattuor — «четыре» + remus — «весло»), греческое название — тетре́ра (др.-греч. τετρήρης, от τετράς — «четыре» + ἐρέσσω — «грести») — античный гребной военный корабль, подобный триреме, но несколько более крупный. Число «4» в названии имеет отношение либо к количеству гребцов на комплект из трёх весёл (самым длинным из которых оперировали двое), либо к количеству вёсельных рядов вдоль борта.
Водоизмещение квадрирем составляло более 250 тонн, а экипаж — 260 человек, носовая часть оборудовалась тараном, на вооружении квадрирем состояли абордажные вороны и разнообразные метательные машины.
Первые тетреры начали строить ещё финикийцы. Они участвовали в обороне Тира от войск Александра Македонского в IV в. до н. э.
Массовое строительство квадрирем производилось в основном в ходе крупных военных кампаний: во время Пунических, Сирийских и Македонских войн (в III—II вв. до н. э.).